# Cleveland (Wirginia)
Cleveland – miasto w Stanach Zjednoczonych, w stanie Wirginia, w hrabstwie Russell.